# Przytuły (gmina)
Przytuły (hist. gmina Kubra) – gmina wiejska w województwie podlaskim, w powiecie łomżyńskim. W latach 1975–1998 gmina położona była w województwie łomżyńskim.
Siedziba gminy to Przytuły.

## Historia
Gmina zbiorowa Przytuły powstała w powiecie kolneńskim na początku XX wieku z obszaru zniesionej gminy Kubra. Data utworzenia nie jest znana. Gmina Kubra funkcjonowała jeszcze w 1883 roku i 1914 roku, lecz w wykazie z 1921 jednostka figuruje już pod nazwą Przytuły.
Na początku okresu międzywojennego gmina Przytuły należała do powiatu kolneńskiego w woj. białostockim, a w związku ze zniesieniem powiatu 1 kwietnia 1932 roku gminę przyłączono do powiatu łomżyńskiego w tymże województwie. 16 października gminę Przytuły podzielono na 38 gromad: Aleksandrowo (z siedzibą w Doliwy), Bagienice, Barwiki, Borawskie, Brychy, Chrostowo, Chrzanowo, Czachy, Doliwy, Dusze, Gardoty, Glinki, Gnatowo, Grzymki, Kolonia, Kubra, Kurkowo, Lisy, Łoje-Awissa, Mieczki, Mroczki, Obrytki, Okrasin, Pieńki, Pluty, Przytuły, Przytuły-Poleśne, Racibory, Ramoty, Romany, Rosochate, Siwki, Supy, Szlasy, Szyjki, Trzaski, Wagi, Wilamowo i Wypychy. 1 kwietnia 1939 roku gminę Przytuły wraz z całym powiatem łomżyńskim przyłączono do woj. warszawskiego.
Przez krótki okres po wojnie gmina zachowała przynależność administracyjną, lecz już z dniem 18 sierpnia 1945 roku została wraz z powiatem łomżyńskim wyłączona z woj. warszawskiego i przyłączona z powrotem do woj. białostockiego. Według stanu z 1 lipca 1952 roku gmina była podzielona 38 gromad: Bagienice, Barwiki, Borawskie, Brychy, Chrostowo, Chrzanowo, Czachy, Doliwy (z dawnej gromady Aleksandrowo), Dusze, Gardoty, Glinki, Gnatowo, Grzymki, Kubra, Kurkowo, Lisy, Łoje-Awissa, Mieczki, Mroczki, Obrytki, Okrasin, Pieńki, Pluty, Przytuły, Przytuły kol., Przytuły-Las, Racibory, Ramoty, Romany, Rosochate, Siwki, Supy, Szlasy, Szyjki, Trzaski, Wagi, Wilamowo i Wypychy. 1 stycznia 1953 zniesiono gromadę Kubra, dzieląc je nad trzy nowe gromady: Kubra Nowa, Kubra Stara i Kubra-Przebudówka, zwiększając tym samym liczbę gromad w gminie do 40.
Gmina została zniesiona 29 września 1954 roku wraz z reformą wprowadzającą gromady w miejsce gmin, a jej obszar podzielono między nowe gromady:
- w powiecie łomżyńskim:
  - Łoje-Awissa (Łoje Awissa, Racibory, Czachy, Barwiki, Szlasy, Brychy i Pluty),
  - Obrytki (Obrytki, Ramoty, Grzymki, Bagienice, Borawskie i Mieczki),
  - Przytuły (Przytuły, Przytuły-Kolonia, Przytuły-Las, Aleksandrowo, Gardoty, Mroczki, Chrzanowo, Kubra Nowa i Kubra Stara),
  - Romany (Romany, Rosochate, Kurkowo, Siwki, Wiłamowo i Gnatowo),
  - Wagi (Wagi, Konopki, Wypychy, Dusze, Szyjki, Supy, Chrostowo, Pieńki, Trzaski i Kubra-Przebudówka);
- w powiecie grajewskim:
  - Mścichy (Okrasin),
  - Słucz (Glinki);
- w powiecie kolneńskim:
  - Cedry (Lisy).

Gminę Przytuły reaktywowano 1 stycznia 1973 roku w tymże powiecie i województwie. Gmina objęła wówczas 31 sołectw: Bagienice, Borawskie, Chrostowo, Chrzanowo, Dębówka, Dusze, Doliwy, Gardoty, Grzymki, Kąty, Konopki, Kubra-Przebudówka, Mieczki, Mroczki, Nowa Kubra, Obrytki, Pieńki Okopne, Pluty, Przytuły, Przytuły-Kolonia, Przytuły-Las, Ramoty, Romany, Stara Kubra, Supy, Szyjki, Trzaski, Wagi, Wilamowo i Wypychy. 1 czerwca 1975 roku gmina weszła w skład nowo utworzonego woj. łomżyńskiego.
2 lipca 1976 roku została zniesiona, a jej tereny włączone do gmin:
- Jedwabne (obszary sołectw: Borawskie, Chrostowo, Chrzanowo, Doliwy, Kąty, Kubra-Przebudówka, Mieczki, Mroczki, Nowa Kubra, Pieńki Okopne, Pluty, Przytuły, Przytuły-Kolonia, Przytuły-Las, Stara Kubra, Supy, Trzaski i Wagi),
- Radziłów (obszary sołectw: Dębówka, Dusze, Konopki, Szyjki i Wypychy),
- Stawiski (obszary sołectw: Bagienice, Gardoty, Grzymki, Ramoty, Romany, Obrytki i Wilamowo).

Gminę reaktywowano ponownie 1 stycznia 1984. Reaktywowana gmina Przytuły objęła znacznie mnieszy obszar niż w latach 1973–76. W jej skład weszły sołectwa: Borawskie, Chrzanowo, Doliwy, Kubra-Przebudówka, Mieczki, Mroczki, Nowa Kubra, Pieńki Okopne, Przytuły, Przytuły-Kolonia, Przytuły-Las, Stara Kubra, Supy, Trzaski i Wagi z gminy Jedwabne oraz sołectwa Gardoty, Obrytki i Wilamowo z gminy Stawiski. Do gminy Przytuły nie powróciły natomiast: sołectwa Chrostowo, Kąty i Pluty, które pozostały w gminie Jedwabne; sołectwa Bagienice, Grzymki, Ramoty i Romany, które pozostały w gminie Stawiski; oraz żadne z sołectw włączonych do gminy Radziłów (Dębówka, Dusze, Konopki, Szyjki i Wypychy).
1 stycznia 1986 do gminy Przytuły z gminy Stawiski powróciło sołectwo Grzymki, a 1 lipca 1990 sołectwo Bagienice.

## Struktura powierzchni
Według danych z roku 2002 gmina Przytuły ma obszar 71,18 km², w tym:
- użytki rolne: 79%
- użytki leśne: 15%

Obszar gminy stanowi 5,26% powierzchni powiatu.

## Demografia

### W II Rzeczypospolitej
Gminę w ówczesnych granicach zamieszkiwało 6643 osób – 6548 było wyznania rzymskokatolickiego, 1 prawosławnego, 11 ewangelickiego, a 83 mojżeszowego. Jednocześnie 6604 mieszkańców zadeklarowało polską przynależność narodową, 36 żydowską, 2 litewską, a 1 rosyjską. Było tu 1141 budynków mieszkalnych.

### Współcześnie

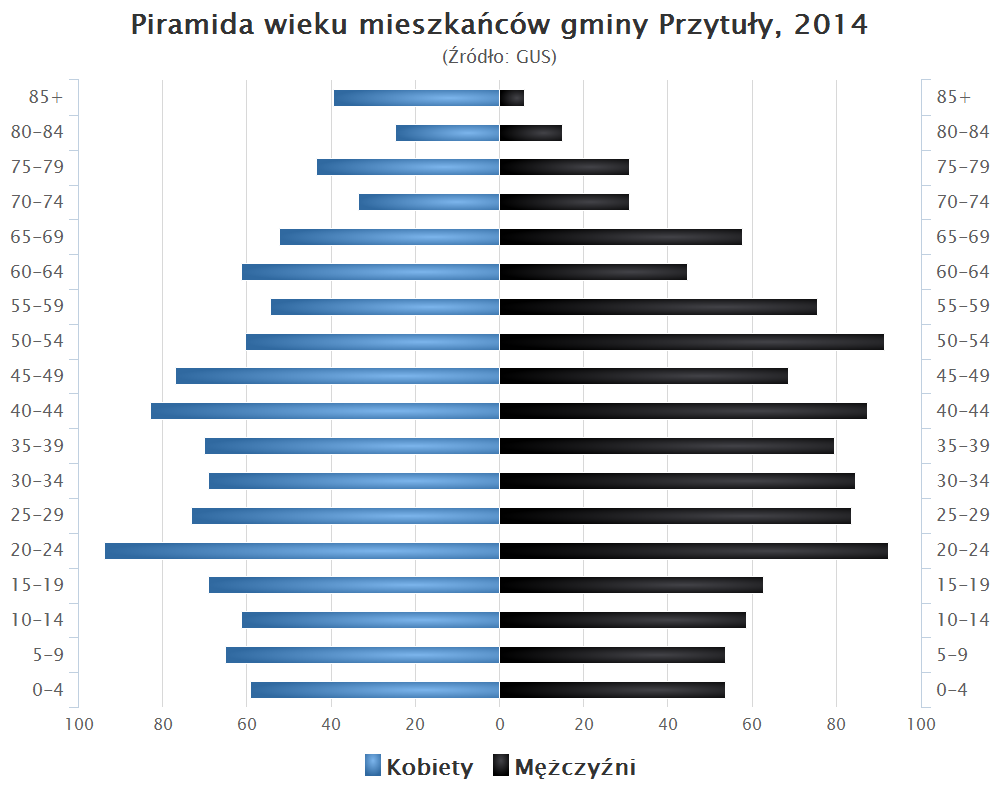
Piramida wieku mieszkańców gminy Przytuły w 2014 roku

Dane z 30 czerwca 2004:
| Opis                              | Ogółem | Ogółem | Kobiety | Kobiety | Mężczyźni | Mężczyźni |
| --------------------------------- | ------ | ------ | ------- | ------- | --------- | --------- |
| jednostka                         | osób   | %      | osób    | %       | osób      | %         |
| populacja                         | 2198   | 100    | 1092    | 49,7    | 1106      | 50,3      |
| gęstość zaludnienia (mieszk./km²) | 30,9   | 30,9   | 15,3    | 15,3    | 15,5      | 15,5      |

## Sołectwa
Bagienice, Borawskie, Chrzanowo, Doliwy, Gardoty, Grzymki, Kubra-Przebudówka, Mieczki, Mroczki, Nowa Kubra, Obrytki, Pieńki Okopne, Przytuły, Przytuły-Kolonia, Przytuły-Las, Stara Kubra, Supy, Trzaski, Wagi, Wilamowo.

## Sąsiednie gminy
Grabowo, Jedwabne, Radziłów, Stawiski, Wąsosz